# Museo de Åland
El Museo de Historia Cultural de Åland y el Museo de Arte de las Islas Åland son dos museos en la misma instalación en Mariehamn en las Islas Åland, Finlandia. El edificio alberga incluso otras colecciones y personal del Museo Ålands, que anteriormente era el nombre del Museo de Historia Cultural. El edificio está ubicado en la parte este de la ciudad, a unos 200 metros del puerto. Junto con el Museo Marítimo de Åland, es el museo más importante de las islas. El museo de arte se conoce en sueco como el "Konstmuseum" y en sueco, el Museo de Historia Cultural a menudo se abrevia como "Kulturhistoriska".
El Museo de Historia Cultural de Åland traza la historia de las islas desde la prehistoria hasta la actualidad, mientras que el Museo de Arte alberga una colección permanente de arte local, así como otras exposiciones temporales. El museo es un lugar para la exhibición de la cultura tanto de Finlandia como de Suecia.
Se exhibe la historia completa del desarrollo de las islas (las islas Ålands son 6000 islas que son islas autónomas frente a la costa finlandesa que se dice son políticamente finlandesas pero culturalmente suecas), desde la prehistoria hasta la fecha.
Los artistas locales tienen la oportunidad de exhibir sus pinturas en áreas exclusivas del museo. Cada año se celebran diez exposiciones de este tipo sobre diversos temas.

## Museo de Historia Cultural de Åland
El Museo de Historia Cultural de Åland tiene una colección permanente de artefactos que brindan detalles de la historia de Åland desde la prehistoria hasta la época moderna. Muchas exhibiciones están relacionadas con la música local, los festivales, la navegación y la vida silvestre. Entre el 15 de septiembre y el 17 de octubre de 2010, el museo acogió una exposición especial que contenía artefactos encontrados en un naufragio. Esta exposición de tesoros encontrados en el verano de 2010 fue de un naufragio que ocurrió en el Mar Báltico en el siglo XIX. Los tesoros del barco en exhibición incluyen las botellas de cerveza y champán más antiguas del mundo.
El Museo Aland fue galardonado con el Premio de Museos del Consejo de Europa el 26 de abril de 1983 en el Chateau des Rohan.

## Museo de Arte de las Islas Åland
El Museo de Arte tiene sus orígenes en 1955, cuando la Asociación de Arte de Åland lo propuso y creó una Junta de Paisaje dos años después. Se estableció un comité para las artes y en 1963 inauguraron el nuevo Museo de Arte de Åland, que será administrado por el gobierno de Åland. El Museo de Arte de Åland contiene una amplia gama de arte de Åland, desde esculturas y pinturas hasta videoarte contemporáneo y algunas exposiciones de arte especiales e innovadoras. La mayoría de las exhibiciones son permanentes, aunque también alberga exhibiciones temporales regulares de artistas locales.

Los lienzos destacados que se exhiben son los de artistas locales famosos como Joel Pettersson y Karl Emanuel Jansson.

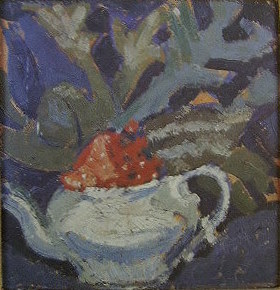
Pintura hecha por Joel Petterson.
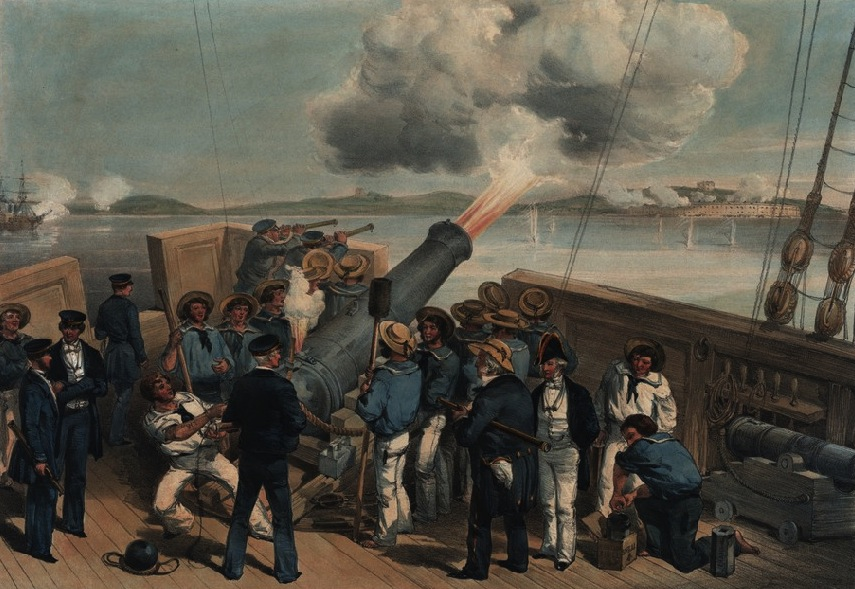
Una litografía desde el asiento de la guerra en el este de William Simpson, que muestra el bombardeo de Bomarsund durante la guerra de Crimea.
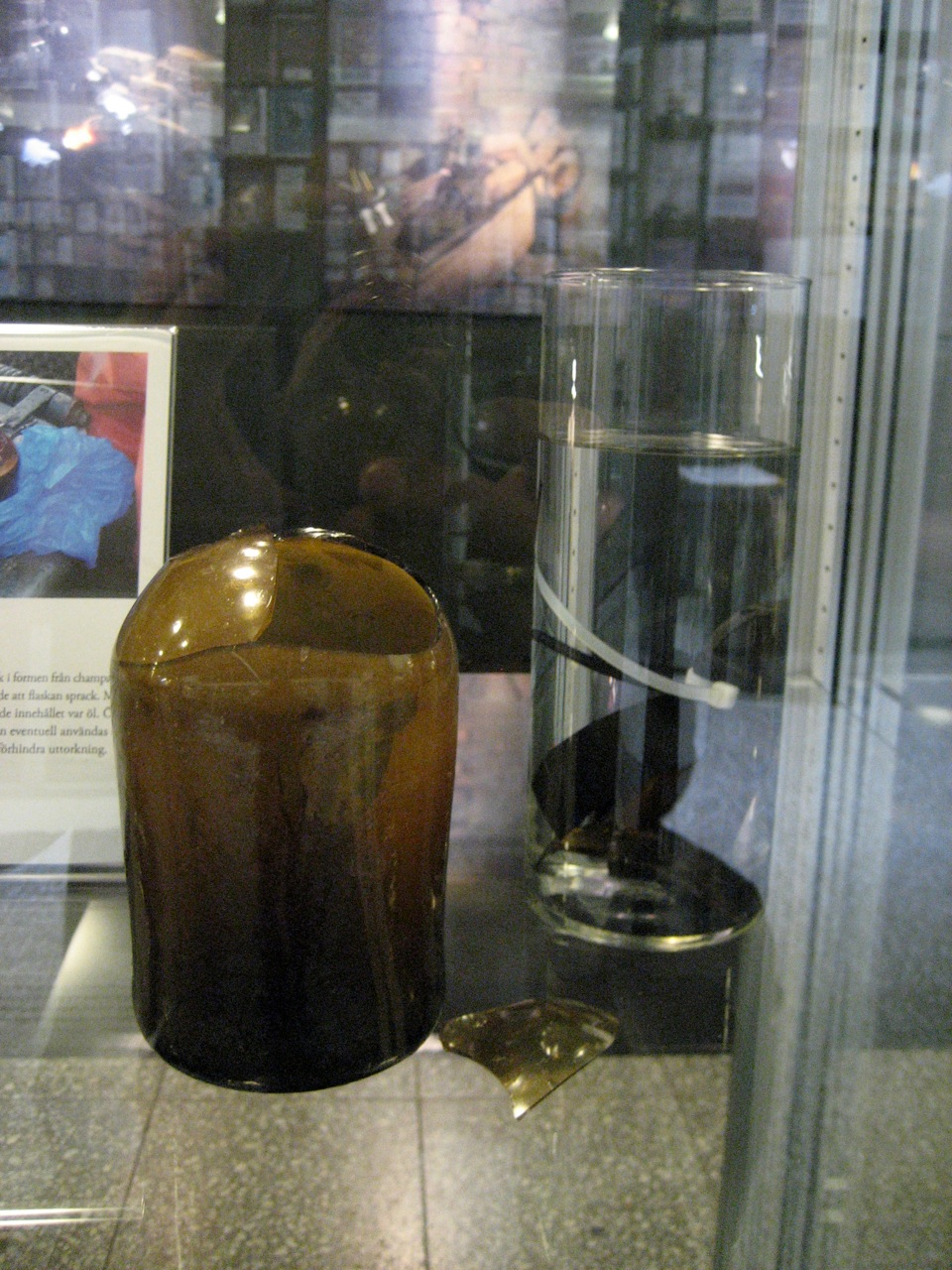
Una botella de cerveza rota encontrada en un naufragio que ocurrió en el siglo XIX en el Mar Báltico en exhibición el septiembre de 2010.